# Fuxing (Changhua)
Fuxing (chinesisch 福興鄉, Pinyin Fúxīng Xiang), manchmal auch Fusing, ist eine Landgemeinde (鄉,  Xiang) im Landkreis Changhua der Republik China auf Taiwan.

## Lage und Klima
Fuxing liegt an der Westküste der Insel Taiwan und grenzt an die Taiwanstraße. Die Ost-West-Ausdehnung der Gemeinde beträgt etwa 11,5 Kilometer und die Nord-Süd-Ausdehnung variiert zwischen knapp 2 und 7 Kilometern. Die angrenzenden Gemeinden sind Lukang im Norden, Xiushui im Westen, Puyan und Erlin im Süden (letzteres nur in einem sehr kurzen Abschnitt), sowie Fangyuan im Südwesten. Geologisch besteht Fuxing überwiegend aus Schwemmland, das durch die in die Taiwanstraße mündenden Flüsse herangetragen wurde. Das Gelände entspricht einer flachen Küstenebene mit einer maximalen Höhe von 23,9 Metern. Es besteht ein Höhengradient von Südosten nach Nordwesten. Die größten Fließgewässer sind der Dongluoxi (東螺溪,  Dōngluó xī) oder Maiyucuoxi (麥嶼厝溪,  Màiyǔcuò xī), der im Westen Fuxings von Südwesten nach Nordosten fließt und den früheren Hauptarm des Zhuoshui darstellt (舊濁水溪,  Jiù zhuóshuǐ xī – „alter Zhuoshui-Fluss“), sowie die weiter landeinwärts ebenfalls von Südwesten her verlaufende Ergang-Entwässerung (二港排水,  Èrgǎng páishuǐ), ein begradigter und kanalisierter Flusslauf, der im Südwesten über etwa 5 Kilometer die Grenze zur Nachbargemeinde Buyan bildet.
Das Klima Fuxings ist nach der Köppen-Geiger-Klassifikation ein monsunbeeinflusstes feucht subtropisches Klima (Cwa). Im Winter wird es durch den starken Nordostmonsun geprägt.

## Geschichte
Die Gegend war ursprünglich von Angehörigen der indigen-taiwanischen Ethnie (Pingpu) der Babuza (巴布薩族,  Bābùsàzú) besiedelt. Ab der Herrschaftszeit Kangxis wurden Siedler aus Fujian (größtenteils aus der Gegend von Quanzhou und Xiamen) als Landpächter angeworben. Aufgrund der zunehmenden Inbeschlagnahme des Landes durch die Han-Siedler migrierte der größte Teil der indigenen Bevölkerung während der Zeit Daoguangs weiter landeinwärts nach Osten. Zur Zeit der japanischen Herrschaft (1895–1945) erfolgte 1920 eine Verwaltungsreform, und Fuxing wurde als „Dorf“ (庄,  Zhuāng) reorganisiert (福興庄,  Fúxīng Zhuāng). Nach Übernahme Taiwans durch die Republik China im Jahr 1945 wurde aus dem „Dorf“ die „Landgemeinde“ (鄉,  Xiang) Fuxing, anfänglich im Landkreis Taichung und ab 1950 im neu gebildeten Landkreis Changhua.

## Bevölkerung
Ende 2019 lebten 208 Angehörige indigener Völker in Fuxing, entsprechend einem Bevölkerungsanteil von 0,4 %.
| Gliederung von Fuxing |
|                       |

## Verwaltungsgliederung
Seit 1988 ist Fuxing in 22 Dörfer (村,  Cūn) unterteilt:
1 Sanbian (三汴村)

2 Wanfeng (萬豐村)

3 Waizhong (外中村)

4 Fanshe (番社村)

5 Yuanzhong (元中村)

6 Waipu (外埔村)

7 Dalun (大崙村)

8 Fanpo (番婆村)

9 Qiaotou (橋頭村)

10 Shewei (社尾村)

11 Tong’an (同安村)

12 Xishi (西勢村)

13 Fuxing (福興村)

14 Funan (福南村)

15 Ergang (二港村)

16 Fubao (福寶村)

17 Dingnian (頂粘村)

18 Xianian (廈粘村)

19 Xiucuo (秀厝村)

20 Zhenping (鎮平村)

21 Sanhe (三和村)

22 Maicuo (麥厝村)

## Wirtschaft
Die Basis der Wirtschaft Fuxings bilden Landwirtschaft, Milchviehhaltung und Fischerei. Daneben gibt es noch einige überregional bedeutende Industriebetriebe, wie die Baocheng-Schuhfabrik, die Yuancheng-Öldichtungsgummi-Fabrik und viele kleine Hersteller von Hardware-Komponenten. Die Industrie konzentriert sich zum einen im Dorf Wanfeng, zum anderen entlang der Küste. Die Fischereiwirtschaft in der Küstenzone beruht vor allem auf der Zucht von Aalen und Muscheln. Die exzessive Nutzung des Küstengebiets in der Vergangenheit hat zunehmend zur Versalzung landwirtschaftlicher Flächen geführt. Dadurch wurde das Gebiet auch immer mehr zum Aufenthalts- und Brutplatz von Seevögeln. Um den Verlust landwirtschaftlicher Flächen zu kompensieren, wurde staatlicherseits die Milchviehhaltung gefördert, die heute den größten Teil der landwirtschaftlichen Produktion Fuxings ausmacht. In Küstennähe werden vorwiegend Wassermelonen und Erdnüsse angebaut, und weiter landeinwärts Süßkartoffeln, Nassreis, Erbsen und Raps. Weitere landwirtschaftliche Produkte sind Mais und Gemüsespargel. In früheren Zeiten war die taiwanische Regierung bestrebt, jeder Gemeinde ein landwirtschaftliches Spezialprodukt zuzuordnen und für Fuxing wurde dies die Wassermelone. Ein traditionelles, allerdings aussterbendes Gewerbe ist die Besenherstellung aus Rispenhirse (?, 掃帚草 – „Besengras“).

## Verkehr
Die Provinzstraße 61 verläuft im Wesentlichen parallel zur Küste durch Fuxing, desgleichen weiter landeinwärts die Provinzstraße 17. Im Zentrum Fuxings durchquert die Kreisstraße 135 das Gemeindegebiet. Parallel zu dieser verläuft die Kreisstraße 144, die im Norden Fuxings nach Westen in Richtung der Küste abbiegt. In Ost-West-Richtung verlaufen die Kreisstraßen 142 (im Nordosten) und 144甲 (144A, im Südosten).

## Besonderheiten
Als eines der baulichen Wahrzeichen Fuxings gilt die Fuxing-Brücke (福興橋,  Fúxìng qiáo ) über den Ergang-Entwässerungskanal, eine hellblau gestrichene Stabbogenbrücke, die auch unter der Bezeichnung 藍色長虹,  Lán sè chánghóng – „langer blauer Regenbogen“ bekannt ist. Eine weitere markante Stabbogenbrücke mit rotem Anstrich, die Fuan-Brücke (福安橋,  Fú'ān qiáo ) findet sich weiter kanalaufwärts an der Grenze der Dörfer Shewei und Tong’an. Im Dorf Fanpo existiert ein Flugabwehrturm () aus dem Jahr 1942, der damals vom japanischen Militär zum Schutz des nahegelegenen Flugplatzes Waipu erbaut worden war. An der Küste befindet sich im gleichnamigen Dorf das Fubao-Feuchtgebiet (福寶溼地,  Fúbǎo shīdì ), ein Naturschutzgebiet, das für seinen Reichtum an Vögeln bekannt ist.

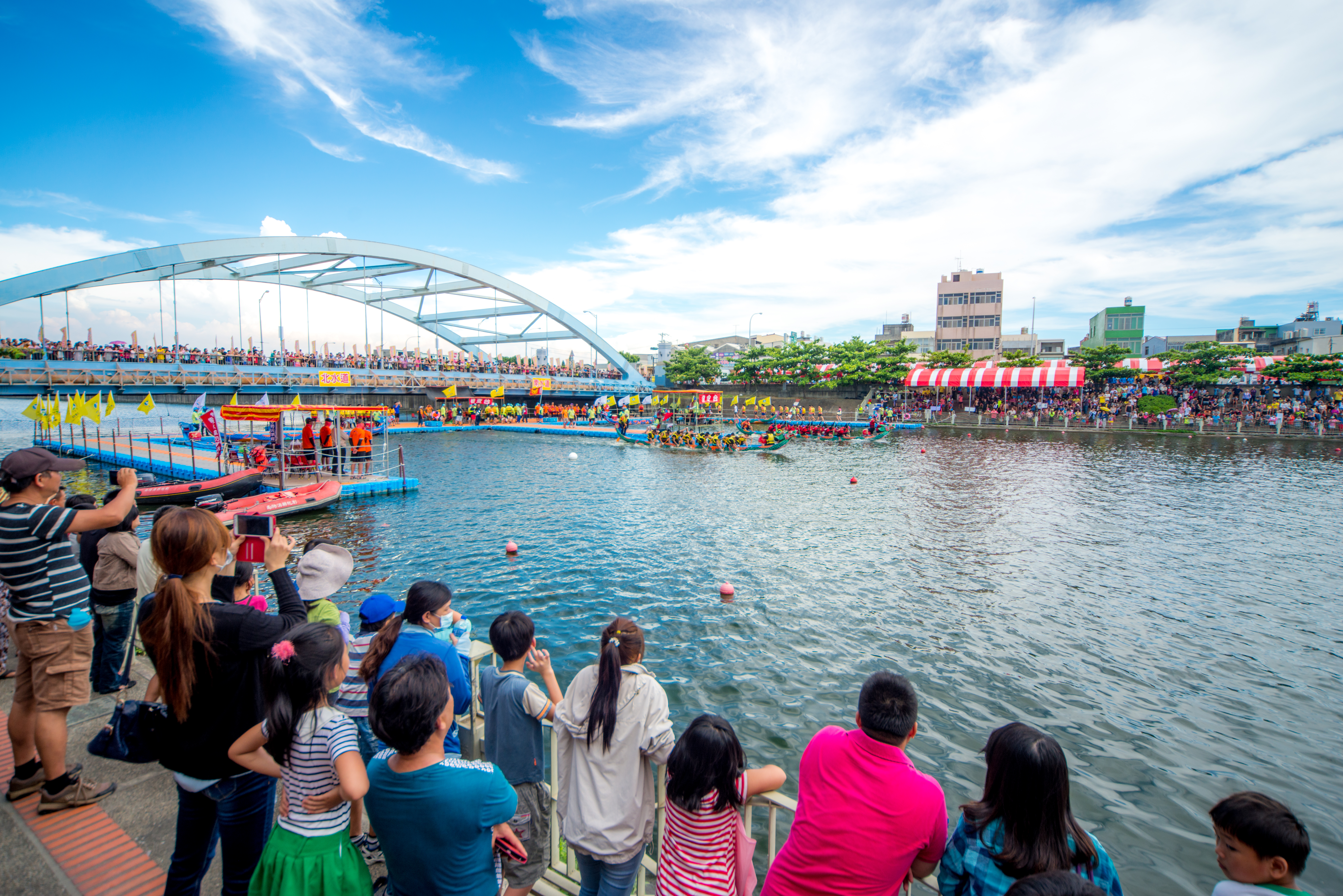
Zuschauer beim Drachenboot-Fest 2015, links die Fuxing-Brücke
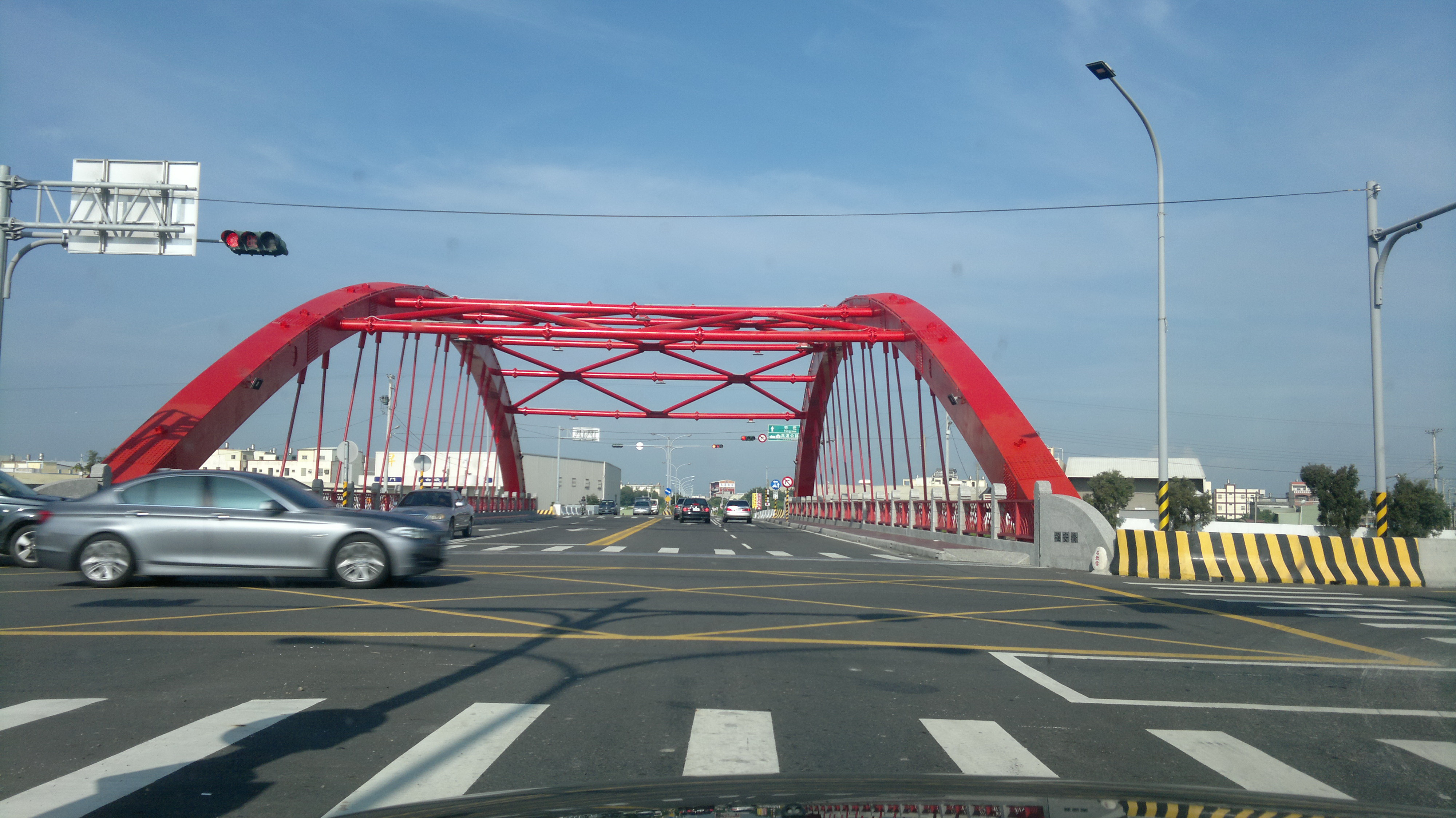
Fuan-Brücke
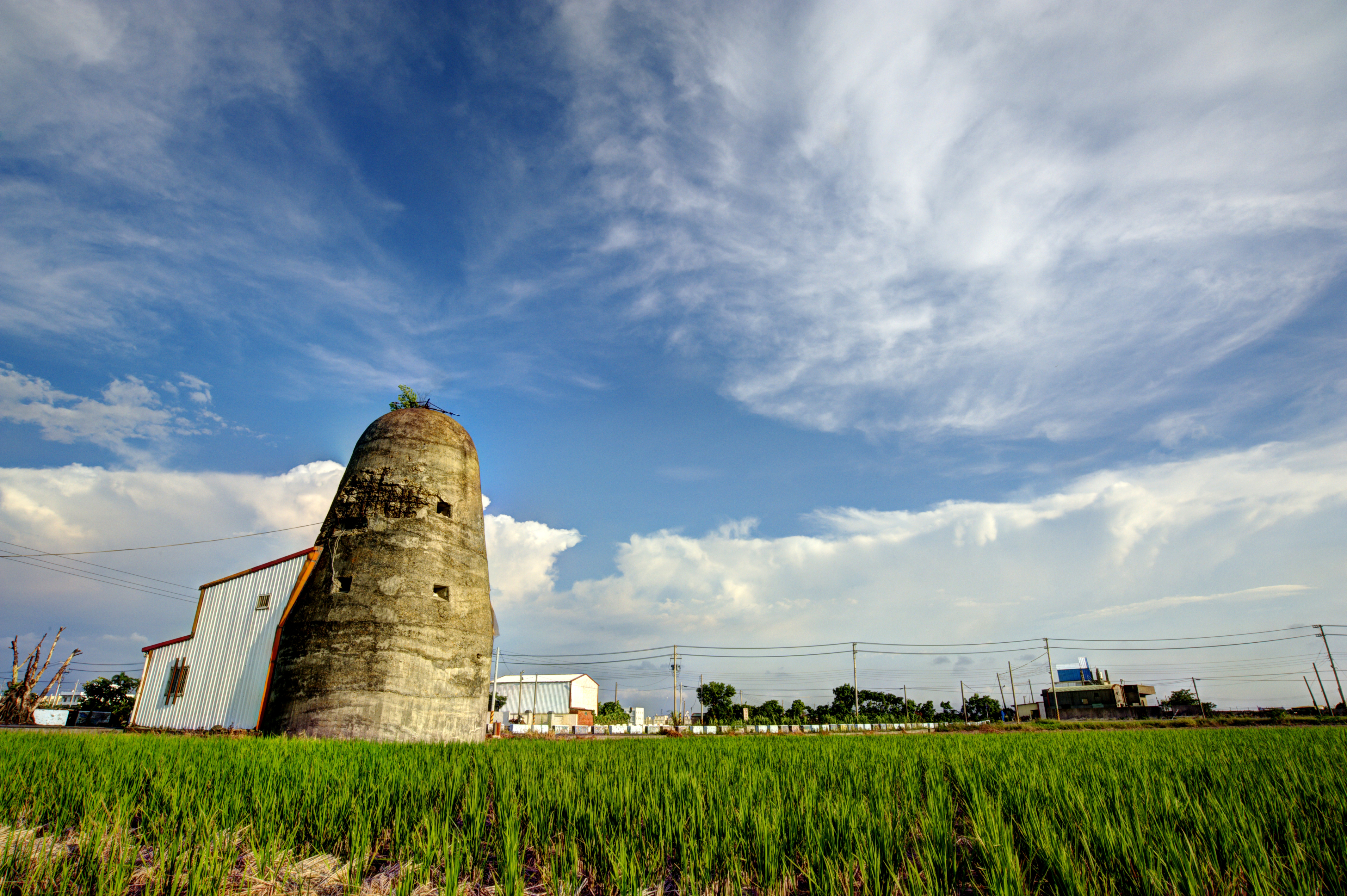
Ehemaliger japanischer Flugabwehrturm